# Nesopsar nigerrimus
Nesopsar nigerrimus là một loài chim trong họ Icteridae.